# Hanny Michaelis
Hanny Michaelis (Ámsterdam, 9 de diciembre de 1922 - 11 de junio de 2007) fue una poetisa de los Países Bajos.
Fue hija de Alfred Michaelis y Gonda Sara Swaab, ambos judíos,  y nacida en Ámsterdam. Sus padres fueron enviados a Campo de exterminio de Sobibor en 1943 y nunca regresaron. Ella vivió en la clandestinidad desde 1942 a 1945. Después de la Segunda Guerra Mundial, Michaelis trabajó para el departamento de Asuntos Artísticos del municipio de Àmsterdam .
En 1948, contrajo matrimonio con el escritor Gerard Reve; se separaron en 1959.
Fue galardonada con el Premio Anna Bijns de 1996.
Su trabajo tiene un tono predominante de melancolía, soledad y desesperación, a pesar de que su última colección de poemas tienen un tono más y momentos de humor. Michaelis falleció en Ámsterdam a la edad de 84.

## Colecciones de poesía
- Klein voorspel  (1949)
- Agua uit de rots  (1957)
- Tegen de wind in (1962)
- Onvoorzien  (1966); por la que se le otorgó el Premio Jan Campert[1]
- De rots van Gibraltarr (1970)
- Wegdraven naar een nieuw Utopía (1971)[3]